# ترور سامثینگ
کلیتون بولارد (به انگلیسی: Clayton Bullard) که بیشتر با نام مستعار ترور سامثینگ (به انگلیسی: Trevor Something) شناخته می‌شود یک موسیقی‌دان آمریکایی بریتانیایی‌تبار می‌باشد که به‌خاطر خلق موسیقی سینث‌ویو شناخته شده‌است.